# Саляєв Олексій Михайлович
Саляєв Олексій Михайлович (рос. Саляев Алексей Михайлович; нар. 4 грудня 1975, СРСР) — російський військовий моряк, капітан II рангу Берегової охорони прикордонних військ ФСБ Росії, командир ПСКР «Дон». Проживає у м. Севастополь.

## Життєпис
Саляєв Олексій Михайлович 4 грудня 1975 року у СРСР (нині Росія). 
З 1983 по 1993 навчався у школі №221. Одружений з Беспаловою Анною. Виховує дитину.
Командував сторожовим кораблем «Дон».
До російської агресії проти України служив на Сахаліні.

## Інцидент у Керченській протоці
25 листопада 2018 року корабель «Дон» під командуванням Саляєва був залучений до інциденту біля Керченської протоки. Саляєв віддав наказ таранити український буксир Яни Капу, який йшов у порт Азовського моря.
На офіційному каналі СБУ на YouTube був опублікований запис телефонної розмови та її транскрибація. Згідно запису, Саляєв спершу розмовляє з невстановленим співробітником прикордонного управління ФСБ РФ. Потім з начальником служби в м. Керч прикордонного управління ФСБ на окупованій території Криму капітаном 2-го рангу Шатохіним Олексій Володимировичем. У розмові також фігурує Медведєв Геннадій Миколайович, який є заступником начальника прикордонної служби ФСБ — начальником департаменту берегової охорони
На офіційному каналі «Генеральний штаб ЗСУ» на YouTube був опублікований вже інший запис розмови та її транскрибація. Як доказ цілеспрямованої агресивної ескалації ситуації у Чорному та Азовському морях з сторони РФ.
Через вчинений напад, Олексій Саляєв був доданий в базу даних «Миротворець».
Службою безпеки України та Військовою прокуратурою України йому були висунуті звинувачення за статтею Кримінального кодексу України: ст. 437 (планування, підготовка, розв’язування та ведення агресивної війни).